# Srpski film
Srpski film (en español: Una película serbia; en inglés: A Serbian Film) es una película de terror y explotación dirigida por Srđjan Spasojević en 2010, siendo su ópera prima.

## Sinopsis
La película, que parodia al cine serbio, narra la historia de Milos (Srđan Todorović), un actor legendario del cine porno casi retirado que vive apaciblemente con su esposa y su hijo. Las penurias económicas que atraviesa le llevarán a aceptar la oferta de un enigmático individuo llamado Vukmir para protagonizar una película de “pornografía artística”. Milos sospecha que puede haber algo muy turbio detrás de ese proyecto, pero cuando intenta renunciar ya es demasiado tarde. El thriller da un giro cuando una mañana Milos despierta ensangrentado en su cama e intenta recordar lo sucedido y descubre que ha sido drogado y utilizado para una película snuff pornográfica y que, sin recordar nada, ha hecho cosas horribles.

## Reparto
- Srđan Todorović como Miloš
- Sergej Trifunović como Vukmir.
- Jelena Gavrilović como Marija.
- Slobodan Beštić como Marko.

## Proyecciones y premios
La película fue proyectada en 2010 en el Festival de Cannes y el American Film Market, dos prestigiosos festivales de cine. También lo fue en los festivales de Sitges, Bruselas, Montreal, Londres, Oporto, Austin, Toronto, Sofía, Hamburgo, Helsinki, Puchon, Ravenna y Estocolmo. Fue galardonada en Montreal con el premio a la mejor película, el premio de Oro a la mejor película europea y el de la película más innovadora y en el festival Fipresci de Serbia obtuvo el premio al mejor guion.

## Interpretación
Los escritores Aleksandar Radivojević y Srđan Spasojević (quien también es director) han expresado que su obra es una parodia de las películas modernas producidas en Serbia, las cuales cuentan con apoyo financiero extranjero.
Ante la pregunta de por qué se eligió Srpski Film como título, Radivojević contesta: «Srpski Film también es una metáfora de nuestro cine nacional: aburrido y predecible, que acaba resultando divertido sin tener pretensión de ello. Este hecho es comentado y sutilmente parodiado de principio a fin, pero con mesura». Asimismo describe el cine serbio como «películas penosas financiadas por el estado, producidas por personas que no tienen conocimiento del mundo del cine, ni relación con él y, a la vez, respaldadas férreamente por fondos no nacionales.».
De acuerdo con Spasojević, la personalidad de Vukmir es «un reflejo exagerado del nuevo orden cinematográfico europeo (…); Occidente ha dejado de sentir de un modo genuino, así que buscan otros falsos, irreales; tratan de comprar emociones».
En cuanto a si la violencia que se representa está relacionada con los soldados serbios y los crímenes de guerra que estos han cometido, el mismo autor responde: «Srpski Film no tiene como temática la guerra, pero trata con las consecuencias de una sociedad de posguerra de una manera metafórica y con la explotación hasta el extremo de un hombre por asegurar la supervivencia de su familia».
«Si bien en esta película, mediante una alegoría, tratamos de lidiar con nuestra vida y las autoridades corruptas que gobiernan, también intentamos enfrentarnos al arte y el cine de hoy en día con sus respectivas autoridades artísticas que los gobiernan de una manera corrupta. Las películas que predican y hacen respetar la rectitud política son, actualmente, las dominantes de la expresión cinematográfica. Hoy en día en Europa del Este no recibes financiación para una película a no ser que tengas una “historia verídica” patética y conmovedora que cuente la historia de unas pobres niñas refugiadas y desamparadas con fósforos, que terminaron como víctimas de la guerra, de hambrunas y/o de la intolerancia. En su mayoría tratan a las víctimas como a héroes, y las utilizan y manipulan con el fin de despertar la empatía del espectador. Crean una historia falsa y romántica sobre esa víctima y la venden como si fuera la vida real. Esa es la auténtica pornografía y manipulación, y también violencia espiritual... El fascismo cinematográfico a través de la rectitud política».
Spasojević y Radivojević advierten también que la película no aborda solamente los conflictos serbios, sino que también los propios del «Nuevo Mundo» en general. «No buscábamos realizar una película hermética que tratara exclusivamente nuestras tragedias locales: nuestro propósito ha sido relatar una historia con matices mundiales, ya que Serbia es un mero reflejo de las tendencias generales del Nuevo Mundo de hoy en día; cómo trata de imitarlo y falla estrepitosamente.».

## Polémica en España
En España, la película estuvo programada para tres proyecciones en el Festival de Cine de Sitges de 2010 entre los días 14 y 16 de octubre, aunque finalmente solo se proyectó en uno.
A partir de dichas proyecciones y debido a las escenas más escabrosas de la película, la FAPMI (Federación de Asociaciones para la Prevención del Maltrato Infantil) mediante una carta abierta a los responsables del Festival de Sitges pidió el rechazo y condena (por parte del festival) de cualquier manifestación de violencia contra niños, niñas y adolescentes y el uso de imágenes con contenido violento y agresivo contra los mismos, la retirada de los enlaces de la película de su página web así como el compromiso de no volver a incluir en su programación, sea en la sección oficial o fuera de concurso, películas o material audiovisual en las que se presenten imágenes explícitas de violencia, tortura o abuso sexual contra niños, niñas y adolescentes.
Más tarde la CONCAPA (Confederación Católica de Asociaciones de Padres de Alumnos) exigió la retirada de la película de la Semana de Cine Fantástico y de Terror de San Sebastián y pidió al Ministerio de Cultura que dicha película no pudiera ser incluida en el circuito comercial nacional, a no ser que se eliminasen las imágenes más duras, pues expuso que “son escenas que van en contra de diversos acuerdos y leyes nacionales”. Así, el juzgado de instrucción nº 4 de San Sebastián prohibió cautelarmente los pases en la Semana de Cine de San Sebastián previstos para la madrugada del 4 al 5 de noviembre a las 00:30 y la madrugada del 5 al 6 de noviembre a la misma hora. No obstante, más tarde la película sería premiada por el público de la Semana de Cine de San Sebastián por “convertirse sin ser proyectada en símbolo de la libertad de expresión”.
Dos días después, el Festival de Cine de Terror de Molins de Rei, canceló su pase en las 12 Horas de Cine de Terror prevista para la madrugada del 6 al 7 de noviembre, debido a "presiones institucionales".
La denuncia contra Ángel Sala, director del Festival de Cine de Sitges, le llevó a ser imputado en marzo de 2011 por un juzgado de Villanueva y Geltrú por un delito de exhibición de pornografía infantil penado en el artículo 189.7 del Código Penal. Paradójicamente, la cinta había sido galardonada en varios festivales, entre otros en el Festival de cine Fantasporto en Oporto, Portugal.